# Lovitura de stat din Ducatul Bucovinei din 6 noiembrie 1918
Lovitura de stat din Ducatul Bucovinei din 6 noiembrie 1918 a fost o acțiune prin care, la data respectivă Comitetul Regional Ucrainean din Bucovina a preluat puterea în Ducatul Bucovinei prin forță militară, de la ultimul guvernator austriac al ducatului, Josef Ezdorf, impunând o diviziune teritorială pe baze etnice a regiunii. Deși preluarea conducerii s-a desfășurat inițial cu succes, finalul a fost reprezentat de un eșec, în contextul Intervenției Armatei României în Bucovina, din aceeași perioadă.
Acțiunea, care a survenit în contextul dizolvării Austro-Ungariei și a existenței unor proiecte naționale concurente român și ucrainean, privitoare la Bucovina, a reprezentat expresia ridicării la rang de confruntare a proiectelor de construcție statală ale celor două popoare dominante în Ducat. Cele două proiecte urmăreau în mod divergent, unul separarea regiunii pe baze etnice — cel ucrainean, cu integrarea zonei ucrainene în Republica Populară a Ucrainei Occidentale și altul menținerea integrității acesteia — cel românesc, urmată de  unirea ei cu România.
În condițiile în care singurii care dispuneau la fața locului de o forță militară au fost politicienii ucraineni reprezentanți pe plan local ai Consiliului Național Ucrainean al Republicii Populare a Ucrainei Occidentale⁠(d), aceștia au avut inițiativa, în timp ce politicienii români ai Consiliului Național Român al Bucovinei au trebuit să se bazeze pe suportul militar pe care România a fost interesată să-l ofere.
Regimul instaurat în capitala Bucovinei, condus de către Omelian Popowicz și Aurel Onciul (singurul politician român dispus să se ralieze opțiunii ucrainene privitoare la regiune), s-a confruntat cu perspectiva înaintării trupelor române, astfel că a început evacuarea la 8 noimebrie 1918, finalizând-o la 10 noiembrie 1918. A doua zi, trupele Regatului României au intrat în Cernăuți.

## Contextul bucovinean la sfârșitul Marelui Război
În Bucovina și Basarabia, la sfârșitul războiului ucrainenii și românii aveau proiecte naționale concurente.

### Statutul Bucovinei
La finalul Primului Război Mondial, pe plan intern Monarhia Austro-Ungară a fost blocată și reorganizarea statului austro-ungar pe baze federale a eșuat, statul dizolvându-se atât de la periferie, cât și de la centru datorită rezistenței ungare, scepticismului în creștere al populației non-germane din imperiu și a întăririi naționalismului multora dintre germano-austrieci. Manifestul Popoarelor al împăratului Carol I din 16 octombrie 1918, cu care acesta a anunțat o reorganizare federalistă a Cisleithaniei, a accelerat dezintegrarea statală, acest manifest fiind înțeles ca un semn de restructurare politică. Li s-au alăturat declararea independenței Ungariei, prăbușirea armatei, întoarcerea soldaților de pe front precum și tulburările grave din zonele centrale ale Austriei și Ungariei și declarațiile de ieșire din Monarhie ale Consiliilor Naționale croat, sloven și bosniac de la sfârșitul lunii octombrie 1918.
Finalul războiului a făcut ca „problema Bucovinei” să devină relevantă în procesul de negocieri internaționale, pe fondul intensificării mișcărilor de eliberare națională și a dorinței active de construcție statală, în rândul popoarelor din Austro-Ungaria. În contextul dat, „problema Bucovinei” a agravat confruntarea dintre ucraineni și tabăra politico-națională română, din ducat.

### Disputa româno-ucraineană în Bucovina
O clauză secretă a  Tratatului de pace cu Ucraina, de la Brest-Litovsk, care ca urmare a presiunilor poloneze nu a mai ajuns să fie aplicată, a stipulat crearea de către Austria până la 31 iulie 1918 a unei țări a coroanei aparte, care să includă teritoriile locuite predominant de ucraineni, din Galiția și Bucovina.
La 18-19 octombrie 1918 au avut loc la Liov lucrările unei Constituante Ucrainene, aceasta decizând crearea unui stat ucrainean vestic, aflat în componența federației austriece. Conform rezoluției adoptate la 19 octombrie 1918, în componența noului stat urmau să intre Galiția de Est, nord-vestul Bucovinei (inclusiv orașele Cernăuți, Storojineț și Siret), precum și Ucraina Transcarpatică (respectiv părțile de nord-est ale Ungariei), iar Consiliul Național Ucrainean (Rada)⁠(d) a fost recunoscută drept organ suprem al puterii statului ucrainean. În ce privește Bucovina, delegația ucraineană de la Cernăuți urma să conducă direct pe teren regiune respectivă, în numele Radei și să colaboreze cu cea de la Liov în vederea pregătirii creării statului ucrainean și în vederea negocierii în acest sens, cu autoritățile vieneze.

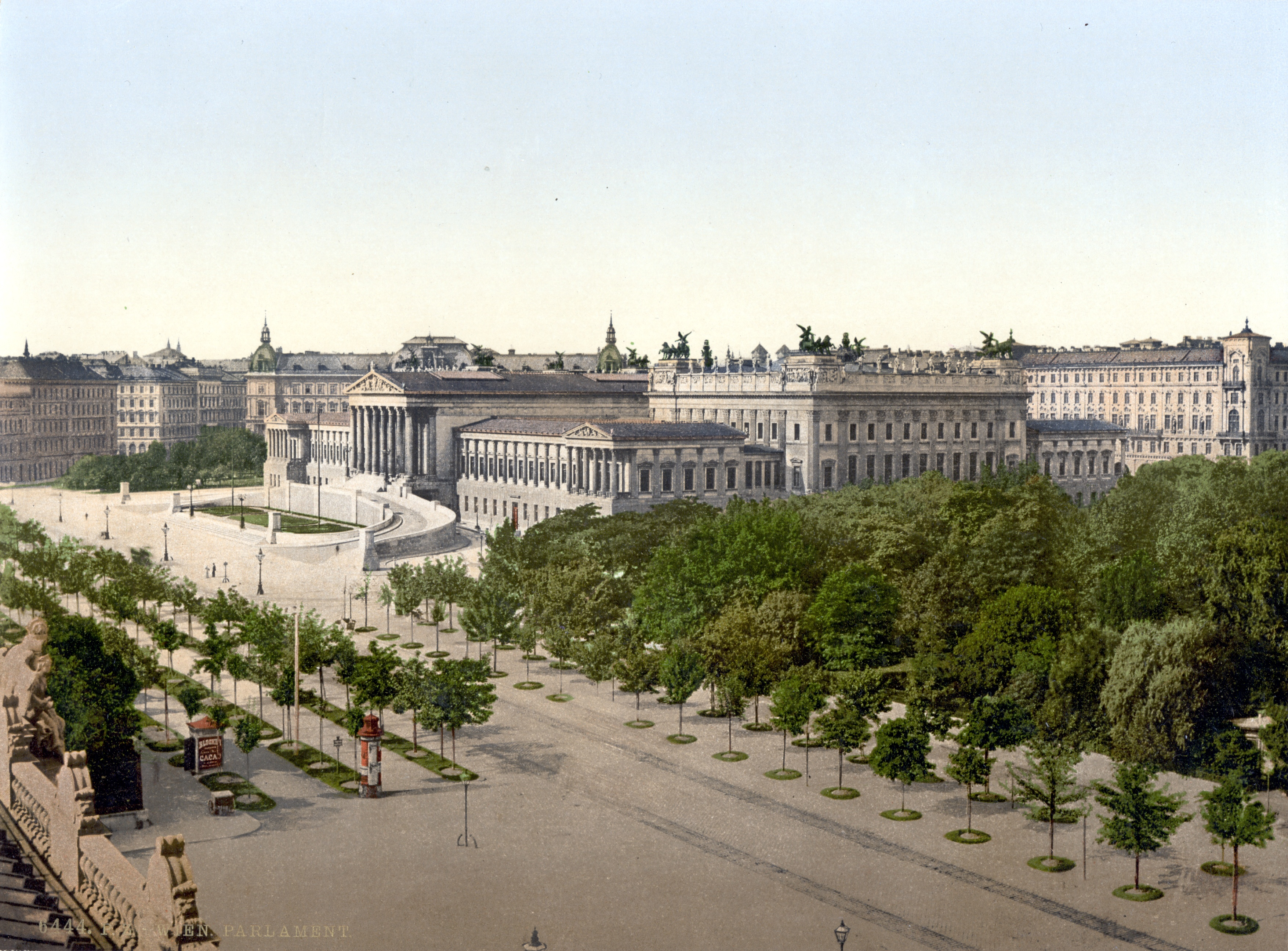
Clădirea Consiliului Imperial (azi Parlament) pe Ringstraße în 1900, văzută de pe Burgtheater; în dreapta, Parcul Parlamentului din Viena.

Rezoluția i-a revoltat atât pe polonezi, cât și pe românii bucovineni (ai căror parlamentari aflați la Viena s-au hotărât la soluția unirii părții Bucovinei limitată la nord de Prut, incluzând orașul Cernăuți, cu Transilvania și Banat în cadrul unui stat federal austriac), iar la 22 octombrie a avut loc la Viena în Consiliul Imperial, o dispută pe această temă între deputații bucovineni români (în  special socialistul Gheorghe  Grigorovici) și cei ucraineni (în special Nicolae de Wassilko). Grigorovici a recunoscut dreptul ucrainenilor asupra unor teritorii din nordul Bucovinei, dar a avertizat că obținerea Cernăuțiului, precum și a unor teritorii „mai departe de Cernăuți” de către ucraineni ar fi fost similară unei declarații de război, atât din partea acestora, cât și din partea statului austriac și a amenințat că în acest caz românii, doritori de a se uni cu România, vor adopta o altă tactică. Grigorovici a avertizat, de asemenea, că ocuparea Bucovinei de către legiunile ucrainene nu va face altceva decât să determine o intervenție militară românească și că ar fi rațional ca, aceste trupe să fie înlocuite de altele austro-ungare, neutre.
Conform celor consemnate de Filip Țopa în „Povestea Bucovinei”, subunități ale legionarilor ucraineni erau dislocate la jumătatea lunii octombrie 1918 în principal la Cojoci, dar și ca rezerve operative, aflate la Rădăuți și Cernăuți. Pe de altă parte, în contextul în care Armata Austro-Ungară începuse să se descompună, soldați ucraineni, reîntorși de pe alte fronturi au început să ajungă în Bucovina, având potențialul de a îngroșa rândurile Legiunii, care avea specificul lor național, ei fiind chiar îndemnați în același timp, să o și facă.
La rândul său, Wassilko a replicat că în contra dreptului istoric al unui popor asupra unui teritoriu se află realitatea demografică. În ce privește orașul Cernăuți, acesta a susținut o ocupație provizorie a acestuia precum și organizarea unui plebiscit care, ar fi urmat să decidă ce urma să se întâmple cu localitatea, preconizată anterior drept capitală a noului stat ucrainean de către arhiducele Franz Ferdinand în proiectul său federal, în care Liov ar fi urmat să revină Poloniei.
| “                   | Românii înțelegeau să se sprijine nu numai pe „dreptul natural” (profilul etnic predominant românesc al regiunilor respective), ci și pe un drept istoric nu mai puțin convingător, a cărui menire era aceea de a dovedi unitatea fundamentală, existentă încă din Antichitate, a întregului spațiu românesc. Apelul la istorie, pentru a justifica diversele proiecte naționale, este monedă curentă în secolul al XIX-lea: „secol al naționalităților”, „secol al istoriei” și implicit „secol al istoriilor naționale”, al istoriilor interpretate în spirit național. Românii, așadar, nu fac excepție. | ” |
| — Lucian Boia, 2018 | |   |

Patru zile mai târziu, în 27 octombrie la Cernăuți, românii bucovineni, reuniți și ei într-o Constituantă, au declarat Bucovina țară românească, au hotărât unirea acesteia cu celelalte țări românești și au exclus divizarea provinciei, dorind însă să „se înțeleagă cu  popoarele  conlocuitoare“. A doua zi s-au prezentat la sediul guvernului regional în numele Consiliului Național Român Iancu Flondor, Gheorghe Sârbu⁠(cs)[traduceți] și Dorimedont Popovici, care au cerut guvernatorului Josef Ezdorf să predea puterea Consiliului Național Român din Bucovina, ceea ce acesta a refuzat făcând referire la prevederile manifestului împărătesc.
În condițiile în care între 28 octombrie și 3 noiembrie Austro-Ungaria însă s-a destrămat, în noaptea de 31 octombrie spre 1 noiembrie ucrainenii au organizat un puci militar la Liov, la 1 noiembrie aceștia alegând autodeterminarea. Activitatea Comitetului Regional Ucrainean din Bucovina, de instaurare a statalității ucrainene în nord-vestul provinciei, a determinat astfel apariția unei îngrijorări serioase, atât în tabăra național-politică românească din Bucovina, cât și în rândul politicienilor din Regatul României.
Mai mult, cu începere din 2 noiembrie trupele austro-ungare din Cernăuți s-au dizolvat haotic, punând în pericol securitatea capitalei Bucovinei, iar restabilirea ordinii publice s-a făcut cu dificultate. Acestor griji privind ordinea li s-au adăugat cele economice, în contextul în care alimentarea Bucovinei cu cărbune și petrol a început să depindă de intervențiile reprezentanților bucovineni, ai Radei ucrainene.

În ce-i privește pe românii bucovineni, la 2 noiembrie la Cernăuți, Consiliul Național Român a trimis Ministerului Afacerilor Externe al României, aflat la Iași, o copie a Moțiunii adoptate la 27 octombrie, solicitând și admiterea unui agent diplomatic propriu, pe lângă acesta. Tot la data de 2 noiembrie, guvernatorul Josef Ezdorf i-a convocat seara pe deputații români ai Consiliului Imperial, din Cernăuți, precum și pe reprezentanții Radei ucrainene pentru a discuta situația situația nou apărută după disoluția Austro-Ungariei. În timp ce Gheorghe Grigorovici și Alexandru de Hurmuzaki au pus problema creării unui Consiliu Consultativ format din toate națiunile Bucovinei, care să-l sprijine pe Ezdorf să guverneze în continuare, Aurel Onciul s-a arătat gata să preia guvernarea, iar ucrainenii nu au fost de acord cu ideea consiliului. Cu toate acestea, toți au fost de acord ca Ezdorf să continue deocamdată să-i conducă.
La 3 noiembrie 1918, o adunare națională ucraineană (vece populară) desfășurată la Cernăuți a statutat, printr-o hotărâre, dorința ucrainenilor din Bucovina de unire cu statul ucrainean și a recunoscut Rada Republicii Populare a Ucrainei Occidentale⁠(d) drept putere supremă administrativă în regiunea ucraineană a Bucovinei (stabilită ca fiind teritoriul în care uncrainenii fuseseră dovediți majoritari prin ultimele două recensăminte). Textul a  respins, de asemenea, rezoluția din 27 octombrie 1918 a Constituantei românești, dar a stabilit disponibilitatea de a se negocia cu partea românească, precum și cu celelalte naționalități, problemele aflate în dispută.

### Soluțiile posibile privind Bucovina

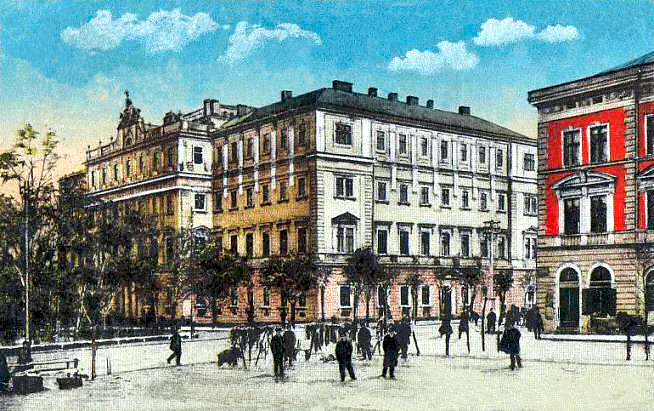
Palatul guvernamental din Cernăuți.

Drept efect al puciului de la Liov, legăturile feroviare și telegrafice dintre Viena și Bucovina s-a întrerupt, iar stăpânirea ucraineană s-a  extins până la granițele provinciei. Lipsa știrilor a determinat o stare apăsătoare.
| “                                 | [..] eram convins că pot să predau puterea doar reprezentanților ambelor naționalități. În interesul evitării unui război civil mi se părea corect să predau guvernarea doar acelor reprezentanți ale ambelor naționalități, care ar fi de acord – în prealabil – cu împărțirea țării. Spre binele țării ar fi fost cel mai bine dacă românii ar fi fost de comun acord și cu ucrainenii, acest lucru era însă improbabil. | ” |
| — Josef Ezdorf, 27 decembrie 1918 | |   |

Cu referire la soarta Bucovinei și în special cea a Cernăuțiului s-au conturat la momentul respectiv trei ipoteze, una fiind partajarea provinciei între români și ucraineni cu instaurarea stăpânirii ucrainene în partea de nord a teritoriului, incluzând orașul Cernăuți, conform deciziei Adunării Naționale de la Liov din 19 octombrie, statu quo până la o decizie a Conferinței de Pace, sau instaurarea stăpânirii românești în întreaga provnicie conform deciziei Constituantei din 27 octombrie. Ultima variantă ridica însă la orizont, în evidență, pericolul unui război  civil  între  ucraineni  și  români, în timp ce prima a fost văzută de către guvernatorul Josef Ezdorf drept soluție de aplanare a conflictului.
Dintre deputații  români din Consiliul Imperial, Gheorghe Grigorovici, Aurel  Onciul și Gheorghe Sârbu⁠(cs)[traduceți] nu erau de acord cu rezoluția Constituantei românești, fiind susținători ai unor tratative cu ucrainenii, necesare obținerii unui compromis referitor la divizarea  provinciei. Alexandru de Hurmuzaki evita să participe la acțiunile naționale, fiind și conducătorul Dietei Bucovinei și dintre toți, singurul care susținea ferm ideea compromisului legat de împărțirea provinciei era Aurel Onciul.

## Preludiu
În contextul noii situații asociate cu disoluția statului austro-ungar, trupele Legiunii Ucrainene s-au concetrat la Cernăuți, de unde au fost evacuate cu dificultate în zilele de 2 și 3 noiembrie spre Liov, pentru a lupta împotriva polonezilor. Au rămas în urma acestora însă o serie de dezertori și răufăcători, care, au constituit cauza unor incidente ulterioare. Aceștia s-au asociat cu soldații ucraineni ai Regimentelor 41 Infanterie austro-ungară și 22 Landsturm, prezente în oraș.
Pe de altă parte, la nord de Prut au început să aflueze timp de câteva zile soldații care se întorceau din Ucraina, pentru care nu existau suficiente garnituri feroviare. Pentru ca aceștia să nu ajungă la Cernăuți și să-l jefuiască, podurile de peste Prut au fost ocupate de jandarmi, înlocuiți ulterior cu legionari ucraineni, încercările soldaților care se reîntorceau, de a trece podurile, fiind respinse în lupte formale.
În acest interval de timp, situația s-a agravat însă în oraș ca urmare a demobilizării soldaților din garnizoana austro-ungară și a faptului că au intrat arme în mâinile civililor.
Hotărârile adoptate de adunarea ucraineană de la Cernăuți din 3 noiembrie 1918 au constituit un act semnificativ din punct de vedere politic, în ce privește autodeterminarea ucrainenilor bucovineni și au devenit un ghid de acțiune pentru politicienii ucraineni din regiune, care erau organizați în Comitetul Regional, ca parte integrantă a celui de la Liov. Conform opiniei istoricului ucrainean Stepan Vidnyansky⁠(uk)[traduceți], respectivele hotărâri au autorizat chiar, Comitetul să preia putearea de stat de la Josef Ezdorf, ultimul guvernator austriac al Bucovinei.

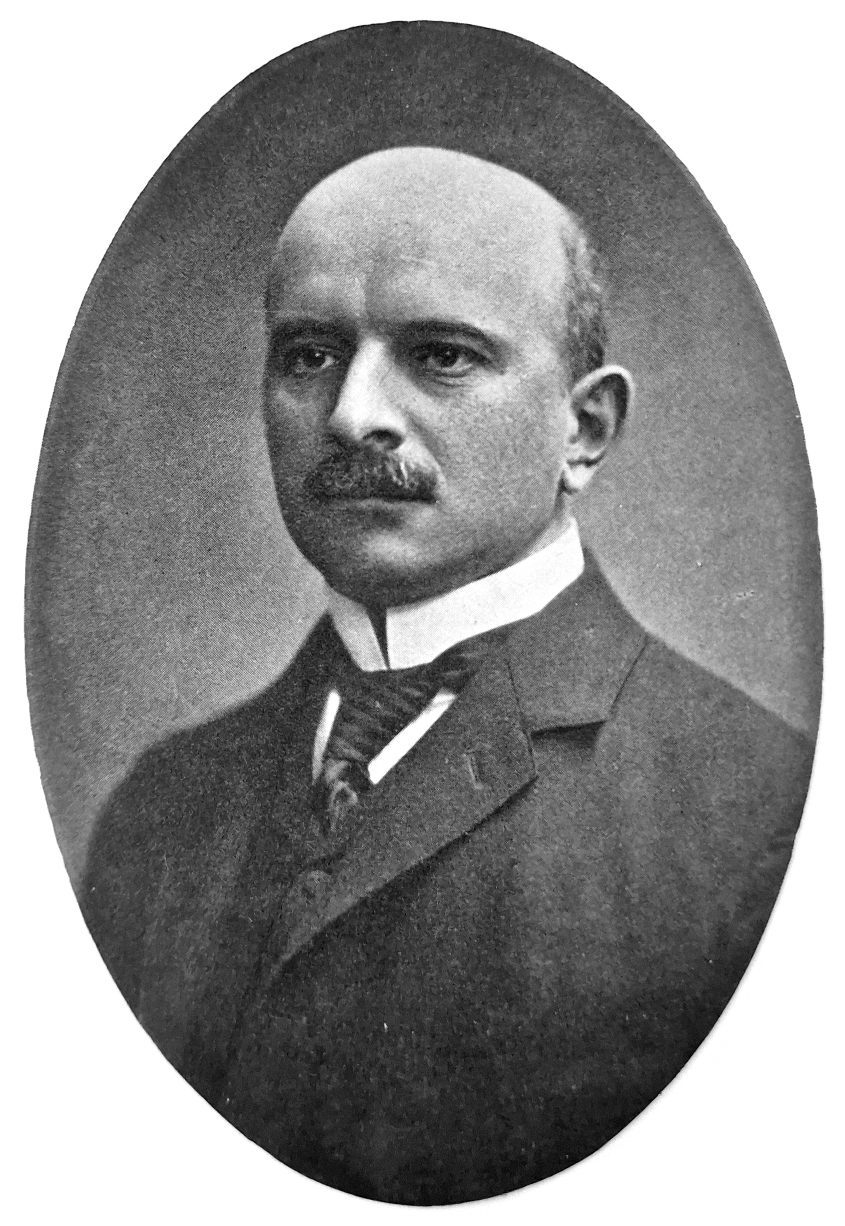
Alexandru Cavaler de Hurmuzaki s-a situat în facțiunea celor care au încercat să negocieze cu Comitetul Regional Ucrainean, divizarea Bucovinei.

Au avut loc negocieri privind divizarea provinciei purtate cu patru din cei șase deputați români din Consiliul Imperial (Gheorghe Grigorovici, Gheorghe Sârbu, Aurel Onciul și Alexandru de Hurmuzaki), dar datorită mărului discordiei reprezentat de orașul Cernăuți, au eșuat. În ce-i privește pe  Constantin Isopescu-Grecul și Teofil Simionovici, deși în perioada respectivă reținuți la Viena, ei și-au exprimat ulterior, acordul lor cu decizia Constituantei românești.
La 3 noiembrie au început să sosească vești precum că, în districtele ucrainene radele locale cereau căpitanilor districtuali predarea puterii, ceea ce aceștia la indicația guvernatorului Bucovinei au refuzat să facă, exceptând un singur bezirk, unde a fost constituit cu acordul lui Ezdorf, un Consiliu Consultativ. Cu toate acestea, țăranii și soldații ucraineni au dezarmat peste tot jandarmeria, care nu a opus rezistență. Pe de altă parte, Jandarmeria bucovineană a făcut tot ce a depins de ea spre a asigura ordinea în capitala Bucovinei.
La 4 noiembrie la ora 10, Ezdorf a avut o întâlnire cu Iancu Flondor, Aurel Țurcan și Ioan Stârcea în casa lui Alexandru de Hurmuzaki pentru a media un acord cu ucrainenii, încercare care a eșuat (în cursul întâlnirii, guvernatorul i-a propus lui Flondor instituirea unui condominium româno-ucrainean, ceea ce Flondor nu a acceptat). În aceeași zi, agitațiile în regiunile locuite de români s-au înmulțit. Spre seară, Ezdorf a mai avut tentativa de a încerca constituirea unui Consiliu Consultativ format din reprezentanți naționali la Cernăuți, pentru ca orașul să-și exercite dreptul la autodeterminare. Atât timpul scurt, cât și opoziția românilor au făcut tentativa să eșueze.

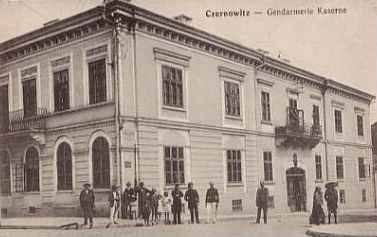
Cazarma Jandarmeriei din Cernăuți.

Pe măsura trecerii timpului, sub presiunea radicalilor din Bucovina și a Consiliului Național Ucrainean din Liov, reprezentanții din Cernăuți ai acestuia au început să accentueze faptul că li se solicită să preia puterea. Atât în data de 5 noiembrie, cât și în zilele precedente comandamentul jandarmeriei, poșta și gara din Cernăuți au fost ocupate de trupe ucrainene, care, deși nu acționau sub autoritatea Comitetului Regional Ucrainean au revendicat în mod fraudulos predarea autorității asupra acestora și chiar au cerut disponibilizarea unor fonduri, pentru folosul propriu. Beneficiind de influență asupra reprezentanților locali ai Radei ucrainene, care au dovedit înșelătoria pretinșilor reprezentanți (la momentul respectiv în clădirea jandarmeriei se aflau din întâmplare chiar Omelian Popowicz și un deputat ucrainean din fostul Consiliu Imperial), guvernatorul a reușit să-și mențină autoritatea asupra poștei și jandarmeriei, dar nu și asupra gării, unde a fost nevoit să accepte ca șef de gară un  ofițer ucrainean.

La rândul ei, conducerea Consiliului Național Român al Bucovinei care, îl trimesese pe Vasile Bodnărescu la Iași, l-a autorizat pe acesta la 5 noiembrie 1918 să solicite guvernului român asistență militară pentru menținerea ordinii în Bucovina, iar în aceeași zi, Divizia 8 Infanterie a primit ordin să ocupe Bucovina până la Prut. În același timp, în districtele românești revoltele s-au amplificat. 
Marți, în data de 5 noiembrie, situația părea a se fi liniștit în Cernăuți, spre diferență de districtele românești, unde, revoltele au continuat să capete amploare și față de districtele ucrainene, unde autoritatea de stat austriacă practic nu mai exista, cu excepția comandamentelor districtuale cezaro-crăiești, care, mai activau ca atare.

## Lovitura de stat
În contextul conflictului declarat între Consiliul Național Român din Bucovina și Rada ucraineană de la Liov, Consiliul nu dispunea de o forță militară, militari de origine română din Austro-Ungaria aflându-se pe frontul din Italia. Evoluția evenimentelor a făcut ca Bucovina să ajungă astfel inițial împărțită între români și ucraineni, cu trupe ucrainene dislocate în nordul Bucovinei la 5-6 noiembrie. La rândul lor, unități militare române au intrat în provincie dinspre sud, la solicitarea Consiliului Național Român. Naționalitățile și-au ales astfel poziția referitoare la finalul reprezentat de unirea cu România, sub ocupație militară. În ce privește această unire, care urma să fie făcută cu sau fără condiții a existat, de asemenea, o confruntare între centraliștii și federaliștii români.

### Prima zi
| “                                 | Astfel toate condițiile au dus la o rezolvare timpurie. | ” |
| — Josef Ezdorf, 27 decembrie 1918 |                                                         |   |

În dimineața zilei de 6 noiembrie, în bezirkul Vășcăuți Rada locală ucraineană a preluat puterea, rămânând însă nominal la conducere același comandant districtual, iar în sudul Bucovinei, la Suceava, un mic detașament al trupelor române a intrat în marș în oraș cu scopul menținerii ordinii, comandantul districtual rămânând și aici în post, conform indicațiilor guvernatorului austriac. De asemenea, alte trupe române din Regimentul 16 Infanterie, îmbarcate în camioane, au intrat în Bucovina pe direcția Cornu Luncii – Gura Humorului.
La Cernăuți, a sosit de la Colomeea o companie de militari ucrainei și jumătate din aceasta s-a deplasat până în fața sediului guvernamental din oraș. La ora 11:35, doi dintre deputații ucraineni din fostul Consiliu Imperial: Ilia Semaka și Nikolai Spenul în calitate de reprezentanți ai Comitetului Național Ucrainean, alături de consilierul din Dieta Bucovinei Omelian Popowicz și de locotenentul major Ilja Popowicz au intrat la Ezdorf și i-au solicitat acestuia predarea autorității guvernamentale. Acesta a replicat însă că, predarea autorității nu se poate face decât unei comisii comune, formată din reprezentanți atât ai ucrainenilor cât și ai românilor. Deputații ucraineni au răspuns că, datorită eșecului negocierilor dintre ucraineni și români se putea instaura anarhia în întregul ducat, după care Ezdorf a specificat că totuși nu primise nici o instrucțiune de la Viena sau referitoare la predarea autorității guvernului. Rugat să privească pe fereastră, Ezdorf a putu să constate prezența soldaților ucraineni în fața clădirii, drept care acesta a declarat că în fața forței nu-i rămâne decât alternativa de a ceda, dar că va face în prealabil o nouă tentativă de a media o înțelegere între români și ucraineni și în caz de eșec, va preda autoritatea guvernamentală reprezentanților ucraineni și lui Aurel Onciul, în calitate de reprezentant al românilor. Ulterior, înaltul funcționa austriac s-a retras în locuința sa din sediul administrației centrale bucovinene.
Alegerea lui Onciul de către Ezdorf și-a avut rațiunea în faptul că acesta a fost singurul dintre liderii români orientați spre Austria, care a fost dispus să preia administrația zonelor românești, zone ce conform opiniei înaltului funcționar, în lipsa unei conduceri ar fi putut astfel cădea în anarhie.
Însărcinat de către Comitetul Regional Ucrainean, Omelian Popowicz a preluat conducerea guvernului Bucovinei, iar directorilor de servicii ale guvernului li s-a cerut să treacă în subordinea Comitetului. Sprijiniți în continuare de militarii companiei de la Colomeea, ucrainenii au ocupat în următoarele ore celelalte clădiri de stat din oraș. Aceștia au preluat astfel conducerea Jandarmeriei bucovinene și a Direcției  de Poliție, lăsând însă în celelalte instituții în funcție vechile conduceri, cărora li s-au asociat însă câte un comisar ucrainean. Dat fiind transferul puterii, baronul Stefan Stephanowicz a demisionat din poziția de președinte al Consiliului Național pentru Cultură. Per ansamblu, preluarea puterii de către ucraineni a durat cu aproximație patru ore.
Invitați în locuința lui Ezdorf, deputații români conduși de Flondor, deși s-au prezentat la discuție nu s-au raliat demersului de mediere inițiat de guvernator. În contextul în care totuși, Josef Ezdorf refuzase să legitimeze preluarea unilaterală prin forță a guvernării de către ucraineni, aceștia s-au înțeles cu deputatul Aurel Onciul, care a intervenit în jurul orei 16 în calitate de autodeclarat reprezentant legitim al românilor din provincie. Având astfel la îndemână argumentul unei soluții în care conducerea provinciei să fie partajată, Ezdorf  a ales modalitatea de transfer pașnic al puterii în mod legitim și a predat autoritatea de stat în prezența celor mai înalți funcționari ai săi, conform unui protocol scris, reprezentanților ucraineni ai Comitetului Ragional Ucrainean: Omelian  Popowicz, Nikolai Spenul și Evhen Semaka, în acord cu Aurel Onciul, fără ca însă acesta să aibă sprijinul președintelui Comitetului Național Român sau al întregii populații românești din Bucovina.
| Protocol încheiat la Cernăuți la 6 noiembrie 1918 |
| --- |
| La ora 11.35 au apărut la mine domnii deputați din Parlamentul de la Viena: de Semaka și Spenul, precum și consilierul dietal Popowicz și locotenentul major Ilja Popowicz, în numele Consiliului Național Ucrainean. Deputatul de Semaka mi-a adus la cunoștință că reședința Guvernului Țării fusese ocupată de militari ucraineni și mi-a solicitat să predau puterea guvernamentală din teritoriile ucrainene ale Bucovinei, împreună cu orașul Cernăuți, Consiliului Național Ucrainean. Eu am răspuns că mă retrag în fața violenței și încetez funcția publică. Referitor la situația existentă m-am declarat dispus să cedez puterea guvernamentală din Țara Bucovinei către reprezentanții națiunilor română și ucraineană și anume acelor reprezentanți, care vor prelua puterea în interesele țării și în deplină înțelegere. Potrivit cu înștiințările făcute mie la ora 4 după amiază, Consiliul Național Ucrainean și deputatul din Parlamentul de la Viena, Dr. de Onciul, care a declarat a fi delegatul Consiliului Național Român (constituit, potrivit Manifestului preaînalt, din deputații Parlamentului din Viena) s-au arătat de acord să preia puterea guvernamentală în deplină înțelegere. Drept urmare, predau prin prezentul protocol puterea guvernamentală în Țara Bucovinei numiților domni reprezentanți ai națiunilor română și ucraineană. Predă:Dr. Josef conte de Ezdorf, Președintele cezaro-crăiesc al Țării.Primesc:Pentru ucraineni: Omelian Popowicz, E. Semaka, SpenulPentru români: Onciul |

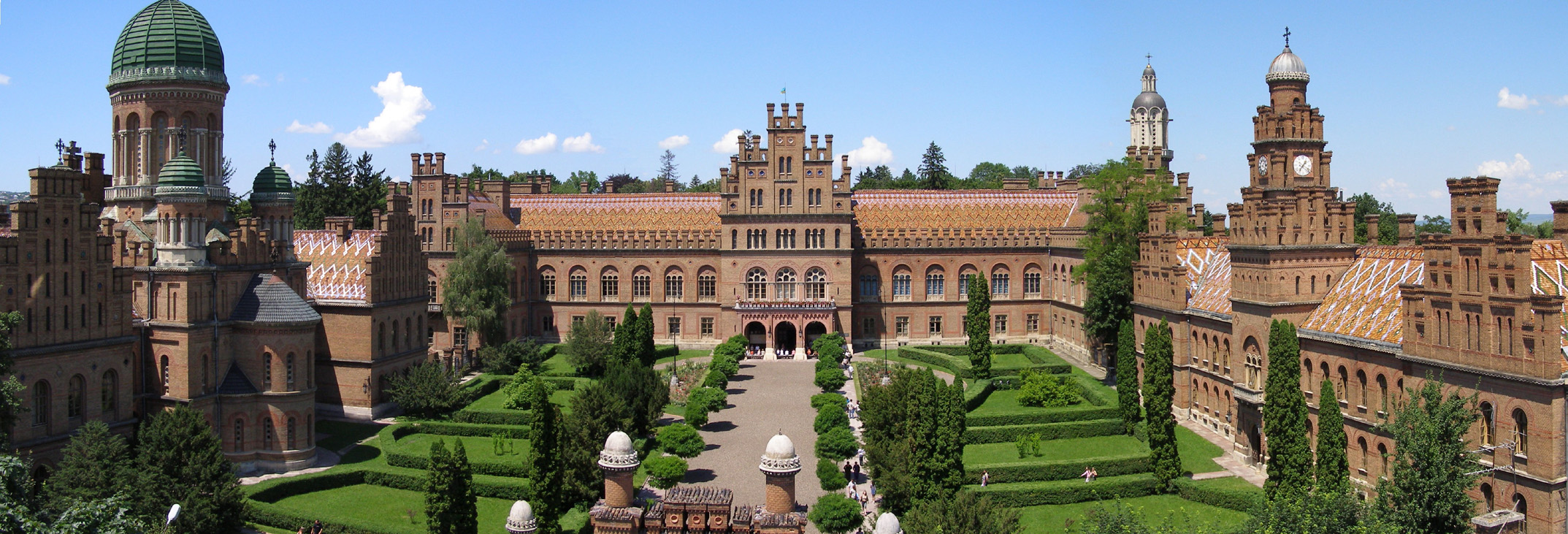
Fosta reședință a Mitropoliei Bucovinei, astăzi sediu al Universității din Cernăuți, a fost locul unde s-au refugiat fruntașii Consiliului Național Român al Bucovinei.

Popowicz și Onciul au preluat astfel, împreună guvernarea și s-au înțeles în ce privește divizarea Bucovinei conform majorității etnice existentă în mod individual în diversele localități ale ducatului, iar în ce privește Cernăuțiul, au hotărât ca acesta să fie condus în condominium. A fost publicat un manifest în limbile ucraineană, română și germană pentru a anunța acest fapt și în nordul Bucovinei a început crearea unor organisme de stat ucrainene, subordonate Radei naționale de la Liov. În publicația guvernului ucrainean de la Cernăuți prin care acesta a anunțat preluarea puterii în nordul Bucovinei, intitulată „Manifest către cetățenii liberi ai tuturor națiunilor și stărilor țării”, nu a fost însă scris nici un cuvânt referitor la vreun un guvern român sau cu referire la vreun comisar național român în Bucovina. Această informație a apărut totuși ulterior, într-o proclamație semnată de Aurel Onciul și Omelian Popowicz, care s-a referit la înțelegerea privitoare la partajarea Bucovinei și la două guverne. La rândul său, primarul numit la Cernăuțiului, Iosif Bezpalko, a dat și el o proclamație.
În contexul stării de spirit care domnea printre militarii ucraineni, aceștia au devastat Palatul Național Român, precum și depozitele de arme, munții și echipamente ale armatei austro-ungare din oraș, aici instaurându-se anarhia după retragerea guvernatorului austriac, care s-a extins și după încheierea acordului formal dintre Aurel Onciul și conducerea ucraineană. Fruntașii Dionisie Bejan și Iancu Flondor ai Consiliului Național Român din Bucovina au trebuit astfel să se refugieze în reședința Mitropoliei Bucovinei. Similar celor petrecute la Cernăuți, au avut loc dezordini și devastări și în celelalte orașe și comune bucovinene.

### Evoluția
A doua zi, funcționarii administrației ucrainene au depus jurământul lui Omalian Popowicz, iar cei români lui Aurel Onciul.
În zilele care au urmat, Onciul (,,care-și pierduse mințile în acea primăvară a renașterii românismului”, conform lui Ion Nistor) a făcut eroare după eroare, îndepărtându-și-ii chiar și pe cei care stăteau în expectativă. Acesta a elaborat o constituție care desemna Bucovina drept stat federal austriac și delegat fiind de către noua putere de la Cernăuți, a plecat spre a protesta la Iași împotriva trimiterii trupelor române în Bucovina, la  8 noiembrie. În drum s-a oprit la Suceava spre a împiedica trupele generalului Iacob Zadik să ocupe capitala Bucovinei. Generalul l-a direcționat spre Iași pentru a lua contact cu Guvernul României, iar odată ajuns acolo Onciul a fost reținut.
În ce-l privește pe Ezdorf, acesta a fost asigurat de către ucraineni că este liber și că va avea la dispoziție o gardă înarmată dacă va dori să plece. Tot ei însă l-au sfătuit să mai rămână în Cernăuți câteva zile, în timp de prin intermediul prezidiului administrației districtuale din bezirkul Suceava, deputatul Gheorghe Sârbu⁠(cs)[traduceți] i-a transmis și el să rămână, spre a încerca de comun acord cu generalul Zadik să reia din nou guvernarea. Deși a considerat improbabilă alternativa de a prelua în numele românilor și ucrainenilor administrația și de a avea sub îndrumarea sa trupele române, cu scopul protecției populației, totuși Ezdorf a ales, conform declarațiilor lui să rămână spre a fructifica eventual și această posibilitate.

### Epilogul
Cu scopul de a reține într-un fel înaintarea trupelor române, Comitetul Regional Ucrainean a trimis o delegație din Cernăuți cu o notă de protest, adresată Comandamentului român, care nu a primit un răspuns. Având în vedere lipsa forțelor necesare rezistenței Comitetul a început evacuarea la 8 noiembrie, finalizând-o la 10 noiembrie 1918, prin trecerea pe malul stâng al Prutului a unităților militare ucrainene.
În data de 11 noiembrie trupele românești au ajuns la Cernăuți. Evoluția evenimentelor i-a dat dreptate lui Ezdorf, deoarece odată cu intrarea trupelor române în Cernăuți, guvernul a fost preluat de către Iancu Flondor. Poziția de președinte a Consiliului Național Român a fost refuzată de către Alexandru de Hurmuzaki. Acesta, dat fiind că fusese nominalizat de către împăratul Austro-Ungariei cu câteva zile înainte drept Landeshauptmann al Bucovinei, a considerat că este o incompatibilitate să conducă o adunare națională, care, milita în mod deschis pentru anexarea Bucovinei la România. La 13 noiembrie, de la Viena a sosit un curier cu aprobările pentru acțiunile luate de fostul guvernator Josef Ezdorf, mai înainte de a preda putera, aprobări emise de către oficialii autorității centrale austriece.
Regimul ucrainean s-a refugiat la Colomeea, împreună cu banii publici, mijloacele auto și alte bunuri. Membrii rămași ai Comitetului s-au refugiat la Cozmeni (Coțmani), unde s-au reorganizat împreună cu membrii comitetului ucrainenean districtual într-un comitet regional, care, în contextul avansului forțelor române a rezistat mai puțin de 2 săptămâni.
Șeful jandarmeriei bucovinene, generalul Eduard Fischer a fost reținut și a fost dus la Iași, unde a început pregătirea unui proces penal care-l viza, dat fiind faptul că dispusese în 1914 spânzurarea unor români bucovineni.

## Contextul ulterior
Având calitatea de a fi unul dintre statele învingătoare postimperiale, la acel moment România avea o armată intactă și o diplomație operațională, iar aceste caracteristici (pe care le avea și Serbia) s-au dovedit hotărâtoare. Armatele nucleelor vechilor state s-au dovedit decisive atât în ce privește România Mare cât și Regatul Sârbilor, Croațior și Slovenilor, ocupând regiuni controversate pentru a elimina statele concurente (Rusia Sovietică, Ucraina și Italia), precum și conduceri existente (cazul Ungariei), ori pentru a suprima tulburările sociale. Conform istoricului Oliver Jens Schmitt, existența Consiliilor Naționale sau chiar a unor guverne care exercitau puterea în zonele postimperiale de abia a fost luat în serios, la București și Belgrad.
Statele compozite postimperiale, respectiv Regatul Sârbilor, Croaților și Slovenilor, Regatul României, Polonia și Cehoslovacia au modelat harta în zona de est a Europei. Totuși, frica privitoare la posibila răspândire a revoluției bolșevice și în alte țări, ce a cuprins mari părți ale Europei, a determinat structurarea în grabă a statelor învingătoare postimperiale, iar această structurare grăbită a purtat în ea sâmburii a numeroase conflicte referitoare la structura statală, constituția, ordinea politică și distribuirea regională a puterii. Același Jens Schmitt menționat anterior a afirmat că nu au existat negocieri reale raportate la unificarea și construirea statelor respective, iar grăbirea proceselor unificatoare a grevat semnificativ asupra statelor postimperiale aflate în cauză, atât în ce privește etniile dominante cât și în ce privește restul grupurilor etnice, care, cu rare excepții au fost de acord să se alăture noilor state.